# Adrenalin O.D.
Gli Adrenalin O.D. , spesso abbreviato in A.O.D., sono un popolare gruppo hardcore punk del New Jersey fondato nel 1981 dalle ceneri della band punk rock The East Paterson Boys Choir. La prima registrazione è stata in una compilation in cui apparivano per la prima volte i Beastie Boys, insieme ad altre band New York punk promettenti come Bad Brains e The Kraut. Il primo vinile registrato, intitolato Let's Barbeque, è stato pubblicato sulla loro etichetta, la Buy Our Records.
I loro pezzi erano famosi per la grandissima quantità di umorismo che usavano, soprattutto nelle cover.
Dal loro terzo album in poi, il produttore diventò Daniel Rey (che aveva lavorato con i Ramones, i Misfits ed Iggy Pop) grazie al quale il loro sound migrò da un velocissimo hardcore punk verso un sound più melodico e, successivamente al pop punk.
Il gruppo si sciolse nel 1990.
Dopo lo scioglimento, Bruce Wingate e Wayne Garcia hanno formato la band Bruce Wayne un gioco di parole tra i loro due nomi ed il nome dell'alter ego di Batman.
Paul Richard e Jack Steeples si sono uniti ai The Kowalskis ed, in seguito, ai SUX.
Dave Scott si è trasferito in Florida ed ha suonato nei The Hybrids, November Charlie, e The F-Pipes.
Jim Foster è entrato negli Electric Frankenstein.
Gli Adrenalin O.D. si sono riuniti molte volte, l'ultima ad un concerto per il CBGB's, insieme a The Dead Boys, Peter and the Test Tube Babies, e Flipper nell'agosto 2005.

## Formazione

### Formazione originale
- Jim Foster - chitarra
- Dave Scott (Schwartzman) - batteria
- Paul Richards - chitarra
- Jack Steeples - basso

### Altri componenti
- Bruce Wingate - chitarra
- Wayne Garcia - basso
- Keith Hartel - basso

## Discografia

### Album in studio
- 1984 - The Wacky Hijinks of Adrenalin O.D.
- 1986 - HumungousFungousAmongus
- 1988 - Cruising With Elvis in Bigfoot's UFO
- 1989 - Ishtar
- 1995 - Sittin' Pretty
- 1996 - Phat and Old

### Raccolte
- 2001 - Themes - rare and unreleased demo 1981-1982

### EP
- 1983 - Let's Barbeque
- 1986 - Nice Song in the Key of D
- 1986 - The Band That Wouldn't Leave
- 1987 - Caught in the Act split 7" with Bedlam
- 1988 - Theme From an Imaginary Midget Western
- 1996 - Sentimental Abuse